# Anubanini

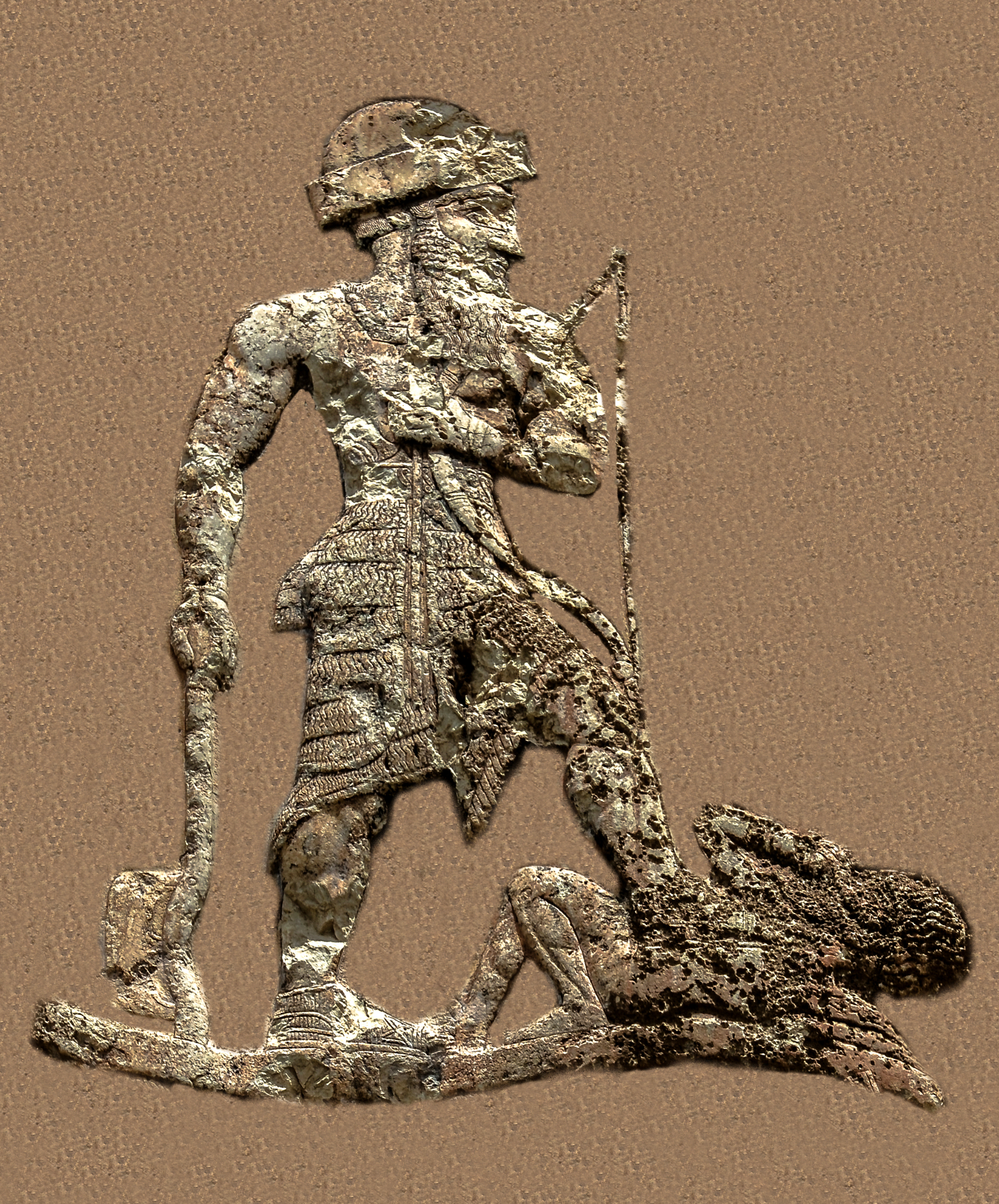
Anubanini, sostenint una destral i un arc, xafigant un enemic. Relleu rocós d'Anubanini

Anubanini, també Anobanini (accadi: 𒀭𒉡𒁀𒉌𒉌: An-nu-ba-ni-ni), fou un rei (𒈗 Šàr, pronunciat Shar) del regne tribal preiranià de Lullubi a Zagros, del 2300 ae o relativament més tard, durant el període Isin-Larsa de Mesopotàmia, al voltant del 2000-1900 ae. Se'l coneix especialment pel Relleu rocós d'Anubanini, situat a la província de Kermansah, Iran.
Segons una inscripció, Annubanini sembla contemporani del rei Iddin-Sin de Simurrum. Un altre conegut rei de Lullubi és Satuni, que fou derrotat pel rei mesopotàmic Naram-Sin d'Accàdia al voltant del 2250 ae.

## Relleu rocós d'Anubanini
En aquest relleu rocós, Anubanini, rei dels Lullubi, posa el peu al pit d'un captiu. Hi ha altres vuit captius, dos d'ells agenollats darrere de l'equivalent lullubià de la dea accàdia Ixtar (recognoscible pels quatre parells de banyes al seu tocat i les armes sobre les espatles) i sis d'ells dempeus en una filera inferior a la de baix del relleu rocós. S'enfronta a la dea Nini/Inanna/Ixtar, i es creu que pot haver reclamat la divinitat, com alguns governants després del final de la Tercera dinastia d'Ur.
Aquest relleu rocós és molt semblant a la Inscripció de Behistun i pot haver influït en aquesta.
En la inscripció en accadi, es declara com el poderós rei de Lullubi, que havia col·locat la seua imatge i la d'Ixtar a la muntanya Batir, i s'aclama a diverses deïtats per preservar el seu monument:

«Anubanini, el poderós rei, rei de Lullubum, va erigir una imatge de si mateix i una imatge d'Ixtar a les muntanyes de Batir...» (segueix una llarga fórmula de maledicció invocant les deïtats Anu, Antum, Enlil, Ninlil, Adad, Ixtar, Sin i Shamash per preservar el seu monument).

## Incursions a Guti, Elam i el territori babiloni
Algunes llegendes posteriors, com la Llegenda Cutita de Naram-Sin, descriuen un rei Anubanini durant el regnat de Naram-Sin (c. 2254-2218 aC), que solia assaltar les terres fèrtils de la plana babilònica des del seu territori muntanyenc a la frontera oriental. La llegenda cutita de Naram-Sin afirma que Guti i Elam eren terres atacades per les hordes d'Anubanini. Segons aquest relat, Anubanini només fou detingut a les costes del golf Pèrsic.
«Els guerrers amb cossos d'"ocells de les coves", una estirp amb cares de corbs (...) enmig de la Muntanya van créixer, arribaren a la maduresa i adquiriren la seua estatura. Set reis, germans, gloriosos i nobles: les seues tropes eren 360.000. El seu pare era el rei Anubanini, la seua mare, la reina, es deia Melili. (...) Van devastar Guti i envaïren la terra d'Elam».

## Representacions

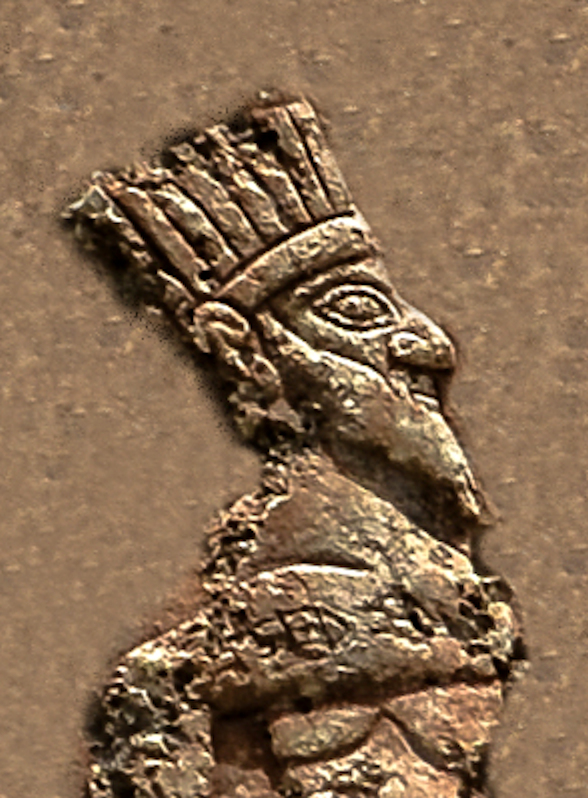
Representació d'un rei amb corona, nu, empresonat per Anubanini. Deu ser una corona de plomes com la que es veu en alguns bronzes de Lorestan.[13] Relleu rocós d'Anubanini
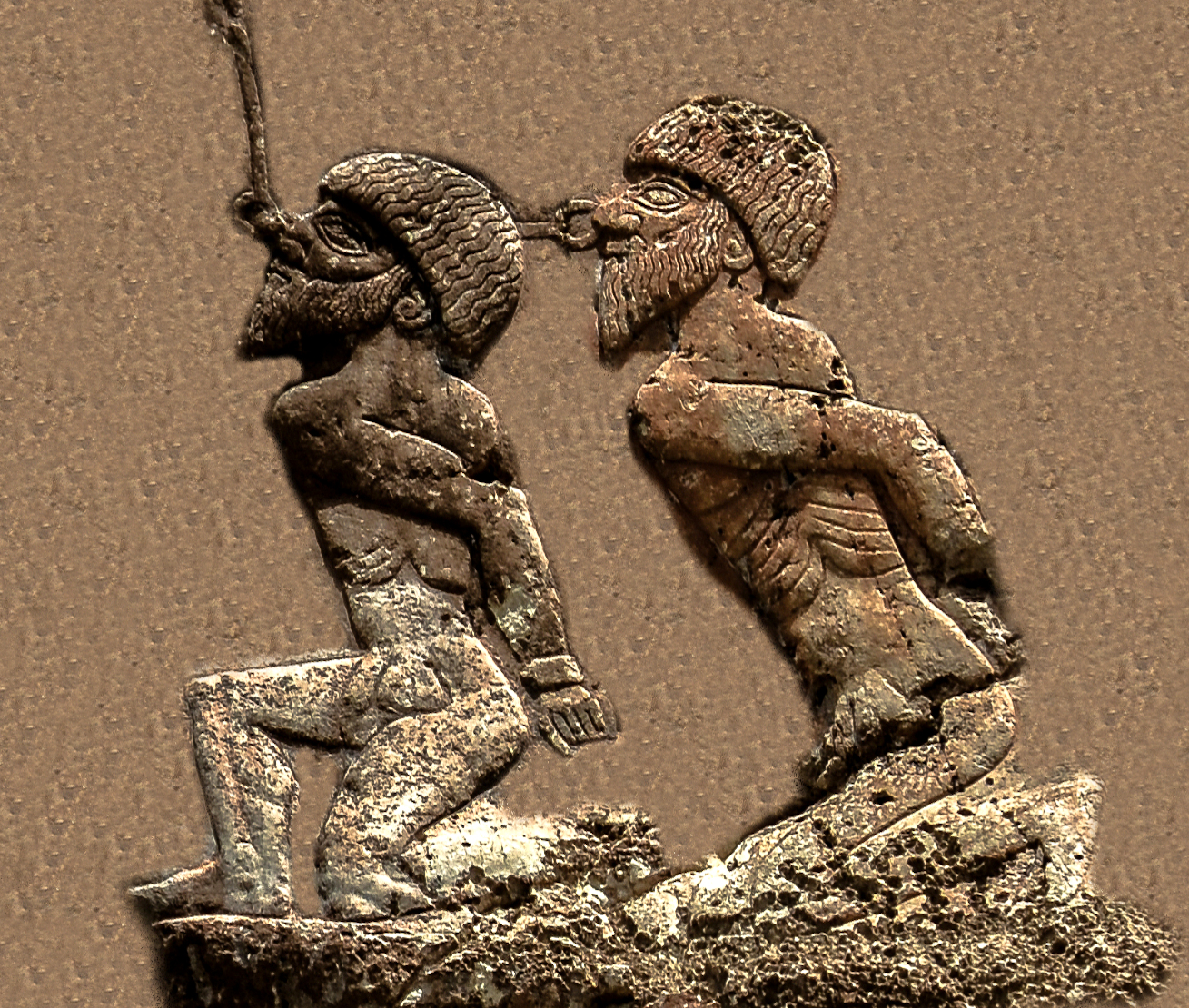
Presoners d'Anubanini, portats per la dea Ishtar (detall). Estan nus, amb les mans lligades, i subjectats per un anell a través del nas
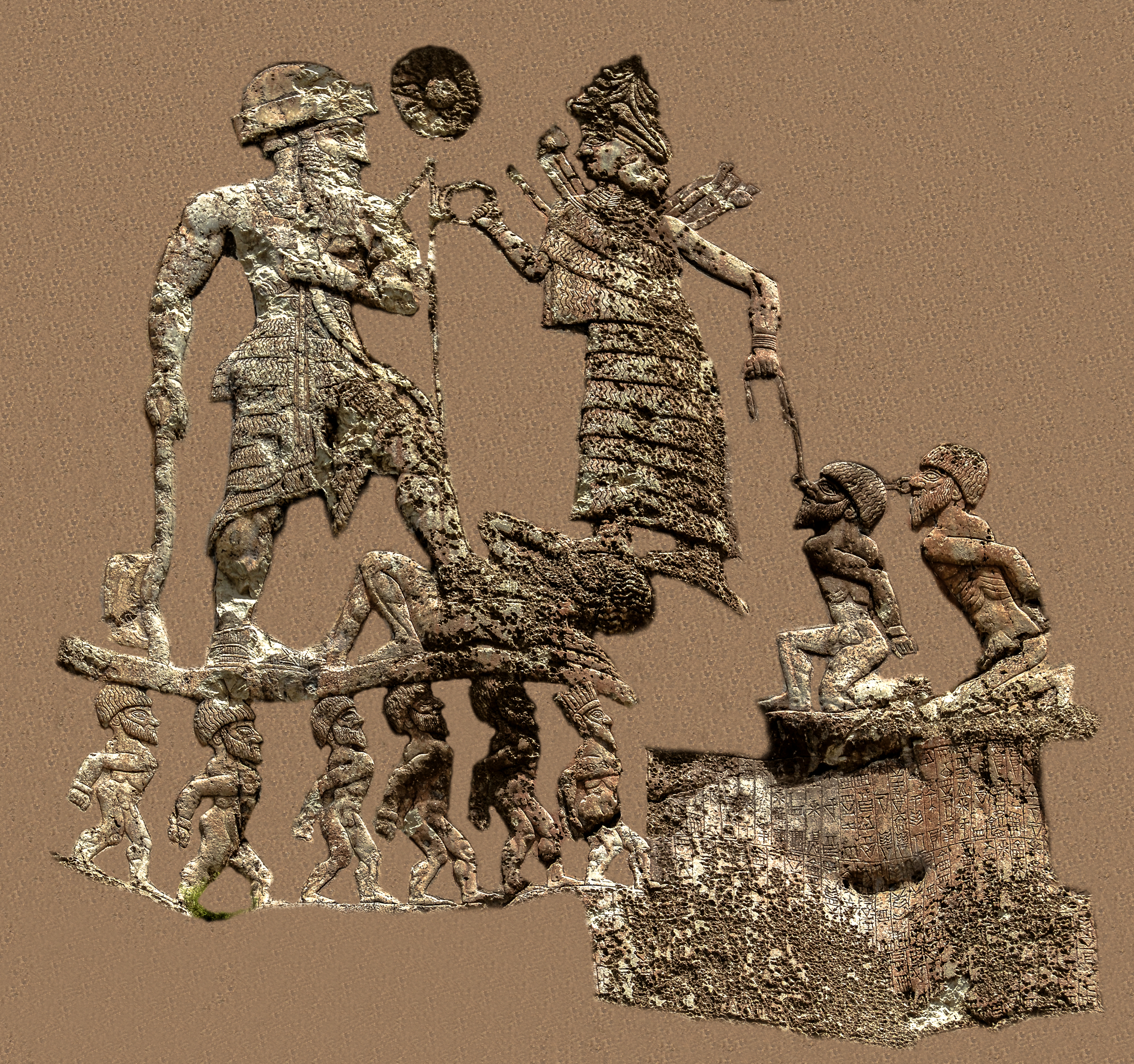
Components del relleu (extractats)
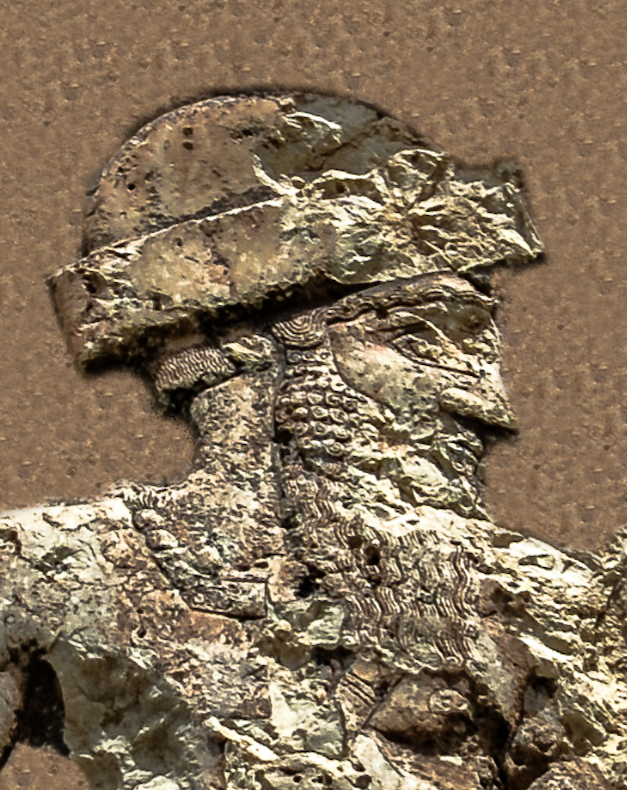
Retrat del rei Anubanini
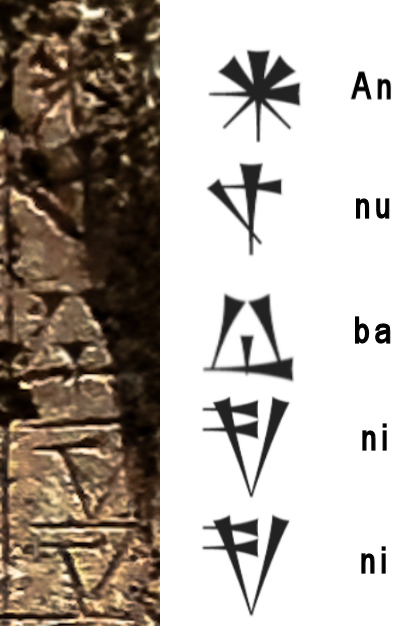
El nom d'Annubanini tal com apareix al principi de la inscripció del relleu rocós
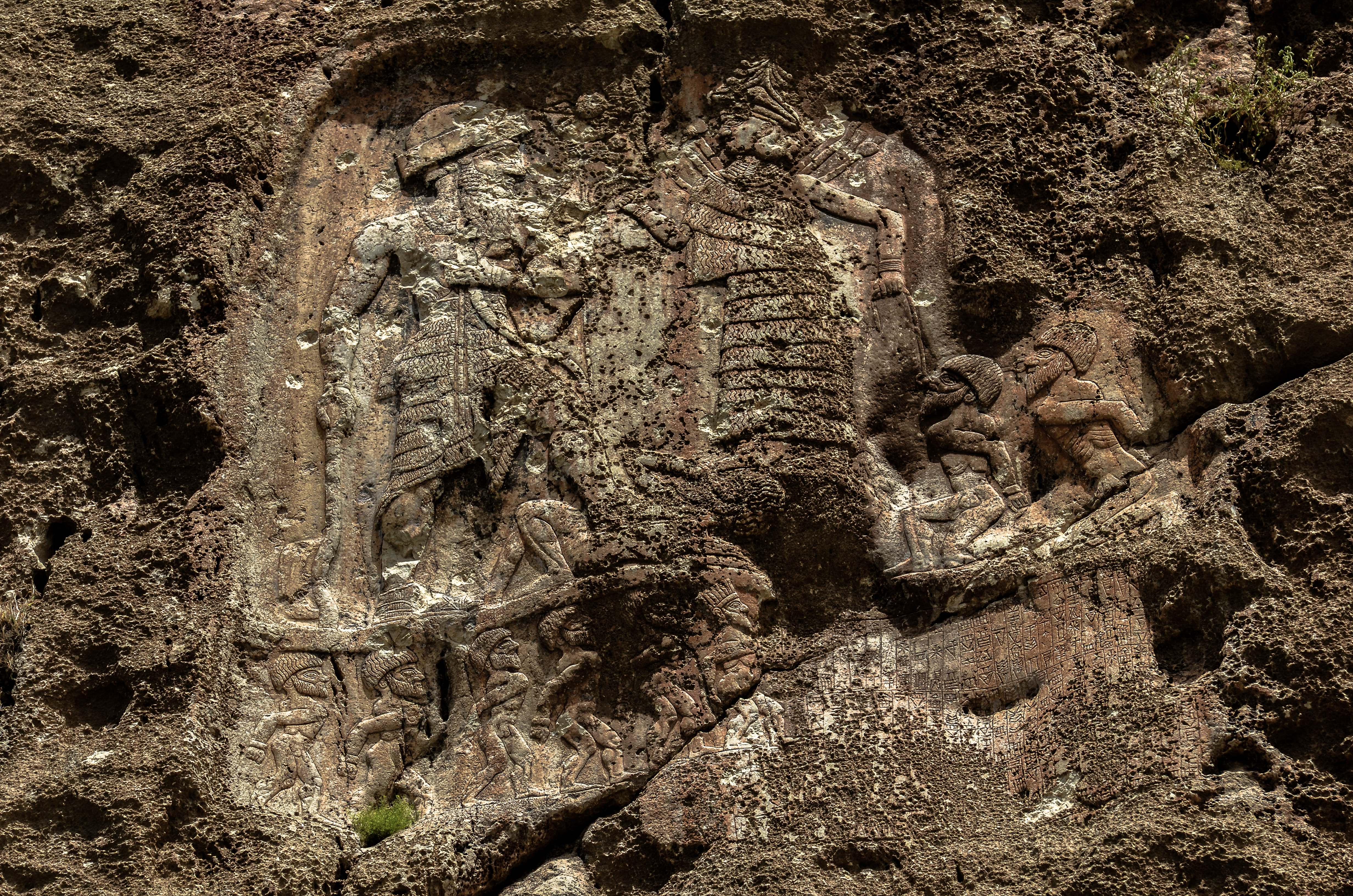
Relleu original